# Derivado halogenado
Derivados halogenados dos  hidrocarbonetos (ou hidrocarbonetos halogenados) são compostos orgânicos obtidos pela substituição de pelo menos um átomo de hidrogênio de um hidrocarboneto por átomo de halogênio (por isso, compostos derivados), reação essa, denominada halogenação.

## Sinonímia
São também conhecidos como haletos ou halogenetos orgânicos.

## Classificação principal

### Halogenetos ou haletos de alquila
Também conhecidos como haloalcanos ou halogenetos de alquila, são compostos derivados da halogenação de alcanos, ou seja, obtidos pela reação de substituição de pelo menos um átomo de hidrogênio da molécula de um alcano por átomo de halogênio.
São representados pela fórmula genérica R-X, onde R é um grupo derivado de alquila e X um halogênio.
Exemplo: clorofórmio

### Halogenetos ou haletos de arila
Também conhecidos como haletos ou halogenetos aromáticos, são compostos derivados da halogenação de hidrocarbonetos aromáticos, ou seja, obtidos pela reação de substituição de pelo menos um átomo de hidrogênio da molécula de um hidrocarboneto aromático, por átomo de halogênio.
São representados pela fórmula genérica Ar-X, onde Ar é um grupo derivado de arila e X um halogênio.
Exemplo: clorobenzeno

## Propriedades físicas
A massa molar (alterada em relação ao grupo alquil ou aril original devido ao maior peso atômico do cloro em relação ao hidrogênio) influencia no ponto de ebulição e na massa específica destes compostos derivado, e tal é relacionado com a variação do número de halogênios presentes. A medida que aumenta a massa molar e o número de halogênios na estrutura molecular, tanto a massa específica quanto o ponto de ebulição aumentarão.
Como exemplos, o clorobenzeno possui densidade de 1.11 g/cm³ e ponto de ebulição de 131 °C, o 1,4-diclorobenzeno é um sólido (ponto de fusão de 53.5 °C) de densidade de 1.30 g/cm³ e ponto de ebulição de 174 °C.
Esta alteração de propriedades é relacionada não só ao número dos halogênios mas também ao peso atômico do halogênio envolvido.
| Composto      | Massa molecular | Ponto de ebulição (ºC) | Densidade (g/cm3) |
| ------------- | --------------- | ---------------------- | ----------------- |
| C2H5F         | 48              | -37,6                  | 0,82              |
| C2H5Br        | 64,5            | 12,2                   | 0,921             |
| C2H5I         | 156             | 72,2                   | 1,93              |
| Cl—CH2—CH2—Cl | 99              | 83,5                   | 1,26              |
| Br—CH2—CH2—Br | 188             | 131,6                  | 2,18              |
| I—CH2—CH2—I   | 282             | Decompõe-se            | 2,65              |

## Reatividade química
A facilidade de reação dos haletos orgânicos depende de 2 fatores: do volume do radical R ou Ar e do poder nucleófilo do reagente.

## Processos de obtenção
São obtidos comumente por reação direta do alcano, iniciada pela luz, com cloro molecular (gás) ou o halogênio correspondente (lembrando que o bromo é um líquido, mais facilmente manuseado tanto em laboratório quanto e indústria, e o iodo é um sólido:
CH3-CH2-CH2-CH3 + Cl2 → CH3-CH2-CH2-CH2Cl + HCl
Os derivados halogenados podem também ser obtidos pela adição de um agente halogenador, como o halogênio puro ou um ácido halogênico (um haleto ácido) (os ácidos clorídrico, bromídrico e iodídrico) à ligações duplas em uma cadeia de carbono do tamanho da desejada (como exemplo, um eteno resultará num haloetano, um butano, um halobutano, etc). Os procedimentos mais comuns são a adição de um halogênio ou de um haleto ácido a um composto insaturado.
CH2=CH2 + Cl2 → ClCH2-CH2Cl + 2 HCl
ou
CH2=CH2 + HCl → CH3–CH2Cl

## Compostos similares
Deve-se observar que o ácido cianídrico  (HCN) pode atuar similarmente a um halogênio, formando os compostos chamados nitrilas, como por exemplo a propanonitrila, CH3–CH2CN.